# 索科尔区 (莫斯科)
索科尔區（羅馬化：rayon Sokol）是莫斯科北行政區的十六個區其中之一。該區總面積3.05平方（1.18平方英里）。根據2010年普查，該區總人口為57,133人。隼鸟站的西半部分位于这个区，14号线的斯特列什涅沃站和潘菲洛夫站也位于该区。